# توماس أياس
توماس أياس (بالفرنسية: Thomas Ayasse)‏ (17 فبراير 1987 بتولوز في فرنسا - ) هو لاعب كرة قدم فرنسي في مركز الوسط. لعب مع ستاد ريمس ونادي أرليه أفينيون ونادي تروا ونادي تولوز ونادي كان ونادي لوهافر ونادي نانسي.

## روابط خارجية
- توماس أياس على موقع رابطة كرة القدم الفرنسية للمحترفين (الإنجليزية)
- توماس أياس على موقع قاعدة بيانات كرة القدم.إي يو (الإنجليزية)
- توماس أياس على موقع ليكيب (الفرنسية)
- توماس أياس على موقع Soccerway.com (الإنجليزية)
- توماس أياس على موقع AS.com (الإسبانية)